# Сан-Пабло (Нариньо)
Сан-Пабло (исп. San Pablo) — город и муниципалитет на юго-западе Колумбии, на территории департамента Нариньо. Входит в состав провинции Рио-Майо.

## История
Поселение, из которого позднее вырос город, было основано в 1763 году. Муниципалитет Сан-Пабло был выделен в отдельную административную единицу 14 октября 1852 года.

## Географическое положение

Муниципалитет Сан-Пабло

Город расположен в восточной части департамента, в горной местности Центральной Кордильеры, на правом берегу реки Рио-Майо, на расстоянии приблизительно 56 километров к северо-востоку от города Пасто, административного центра департамента. Абсолютная высота — 1733 метра над уровнем моря.
Муниципалитет Сан-Пабло граничит на юго-западе с территорией муниципалитета Колон, на юго-востоке — с муниципалитетом Ла-Крус, на севере-востоке и западе — с территорией департамента Каука. Площадь муниципалитета составляет 113,71 км².

## Население
По данным Национального административного департамента статистики Колумбии, совокупная численность населения города и муниципалитета в 2024 году составляла 15 941 человек.
Динамика численности населения муниципалитета по годам:
| 2005   | 2010   | 2015   | 2020   | 2021   | 2022   | 2023   | 2024   |
| ------ | ------ | ------ | ------ | ------ | ------ | ------ | ------ |
| 18 103 | 17 849 | 17 492 | 15 572 | 15 620 | 15 712 | 15 838 | 15 941 |

Согласно данным переписи 2005 года мужчины составляли 49,3 % от населения Сан-Пабло, женщины — соответственно 50,7 %. В расовом отношении белые и метисы составляли 99,7 % от населения города; негры, мулаты и райсальцы — 0,2 %; индейцы — 0,1 %.
Уровень грамотности среди всего населения составлял 85,8 %.

## Экономика
Основу экономики муниципалитета составляло сельское хозяйство. 49,2 % от общего числа городских и муниципальных предприятий составляют предприятия торговой сферы, 34,8 % — предприятия сферы обслуживания, 15,8 % — промышленные предприятия, 0,2 % — предприятия иных отраслей экономики.